# Шитов Іван Іванович
Іван Іванович Шитов (22 червня 1916 —†1945) — командир Тернопільського партизанського з'єднання ім. М. Хрущова.

## Життєпис
І. Шитов був корінним росіянином, народився 1916 р. у с. Возняки Володимирської губернії, Вязніковського уїзду (зараз — Володимирська область, Російська Федерація), в сім'ї робітника. Після закінчення чотирирічної школи та кулінарного училища працював кухарем у м. Іваново.
У 1939 р. призваний до лав Червоної армії. У жовтні 1941 р. опинився в оточенні гітлерівських військ в Орловській області, отримавши поранення, переховувався в с. Чернь. У грудні того ж року потрапив у партизанський загін Олександра Сабурова, де пройшов шлях від бійця до командира батальйону № 12.
17 лютого 1943 р. наказом по з'єднанню О. Сабурова для дій у районі Новоград-Волинського створюється група об'єднаних партизанських загонів (командир І. Шитов, комісар І. Скубко). До неї увійшли партизанські загони ім. М. Хрущова, ім. С. Кірова, ім. Ф. Михайлова та «За Батьківщину». За вказівкою ЦК КП(б)У та Українського штабу партизанського руху на початку червня 1943  р. група була перетворена на з'єднання партизанських загонів, яке передавалося в оперативне підпорядкування Кам'янець-Подільському обласному штабу партизанського руху. У вересні 1943 р. з'єднання перейшло в безпосереднє підпорядкування УШПР та з 14 жовтня 1943  р. було перейменовано на Тернопільське партизанське з'єднання ім. М. Хрущова.

## Сім'я
І. Шитов був у шлюбі із Лідією Олексіївною Шитовою. Мав сина Валентина.